# Johann Ludwig Aberli

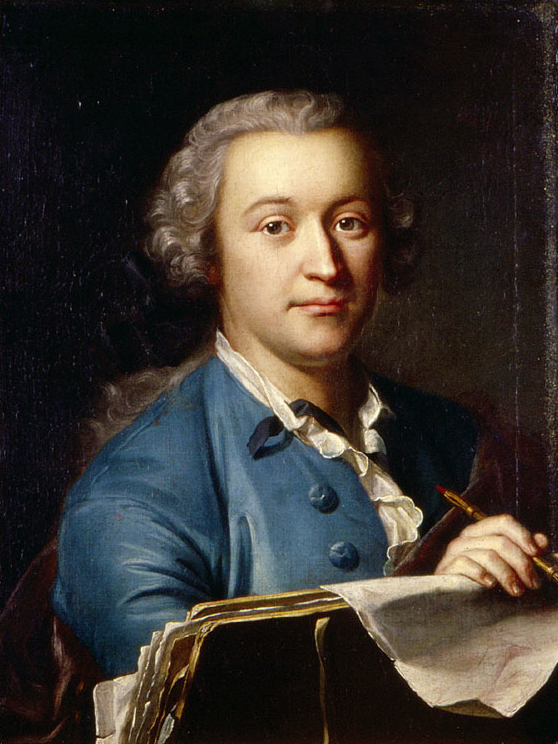
Jakob Emanuel Handmann, Bildnis Johann Ludwig Aberli (1751).

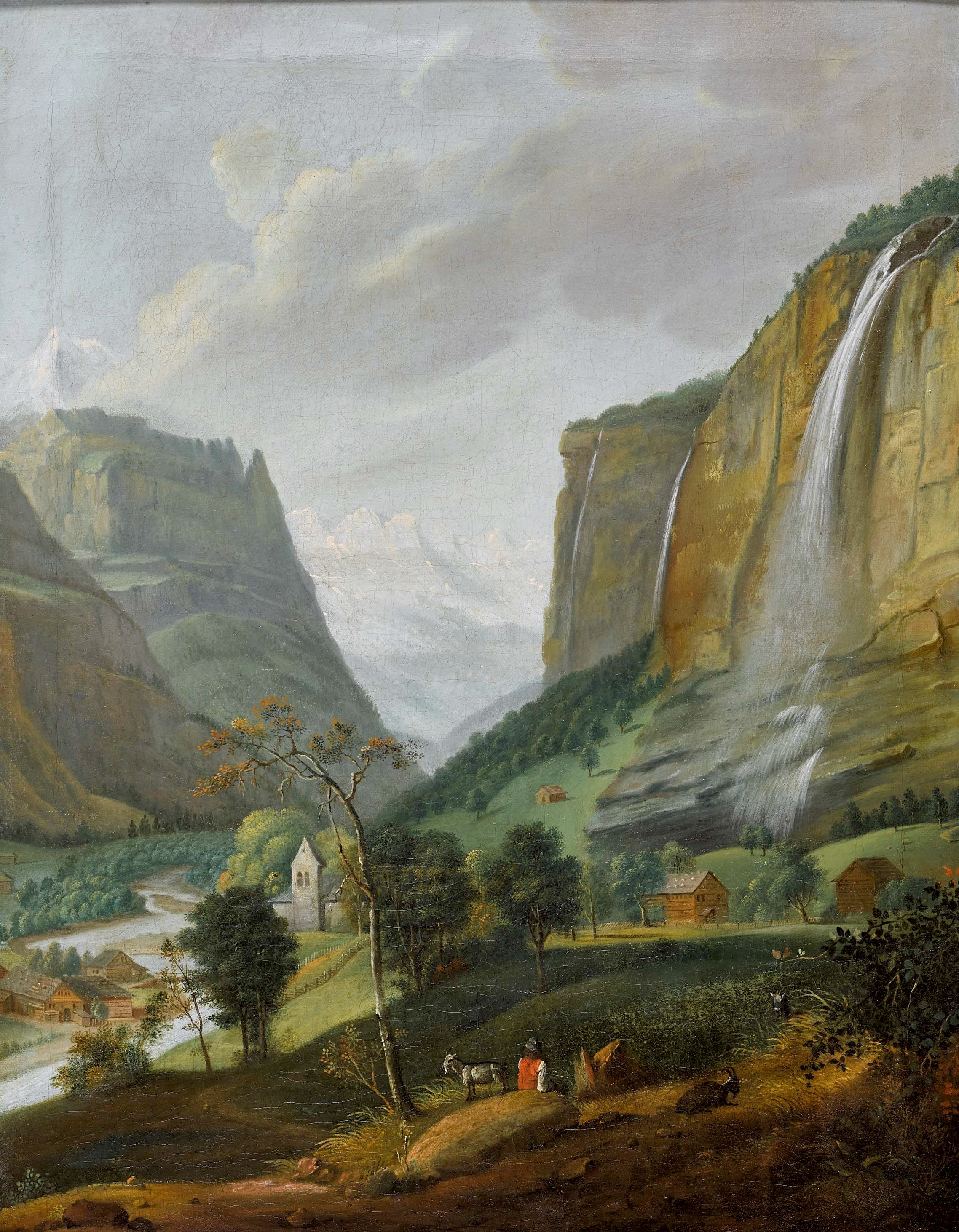
Staubbach (um 1760)

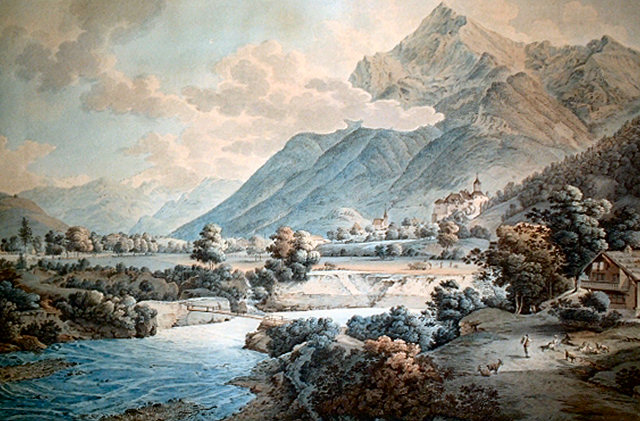
Wimmis (1783)

Johann Ludwig Aberli (* 14. November 1723 in Winterthur; † 17. Oktober 1786 in Bern) war ein Schweizer Maler.

## Leben
Aberli war Sohn eines Wachtmanns und stammte aus einfachen Verhältnissen. Nach kurzer Schulzeit wurde er Schüler des Landschaftsmalers Heinrich Meyer. Auf dessen Fürsprache hin wurde 1741 Aberli mit 18 Jahren in Bern an der Zeichenschule von Johann Grimm angenommen und arbeitete gleichzeitig als Porträt- und Flachmaler.
Mitte der 1740er-Jahre unternahm Aberli gemeinsam mit Philipp Hieronymus Brinckmann eine Fahrt durch das Berner Oberland. Durch die Eindrücke dieser Reise begann er, sich mehr für die Landschaftsmalerei zu interessieren. 1747 heiratete er Christina Barbara Janss von Saanen, mit der er eine einzige früh verstorbene Tochter hatte. Im gleichen Jahr wurde er Nachfolger seines Lehrers Johann Grimm, dessen Zeichenschule er weiterführte. Mit seinen Schülern unternahm er in der Folge im Sommer Studienreisen an den Genfer-, Bieler- und Neuenburgersee sowie ins Berner Oberland.
In den 1750er-Jahren gründete Aberli eine eigene Werkstatt mit Verlag, um seine Werke selbst publizieren zu können. Unter anderem bildete er auch eigene Mitarbeiter heran, so den später für Sachsen bedeutenden Graveur Adrian Zingg und den Vedutisten Samuel Hieronymus Grimm. 1759 ging Aberli mit diesen beiden für mehrere Wochen nach Paris, um Gemäldesammlungen zu studieren und auch, um den Kupferstecherbetrieb von Johann Georg Wille kennenzulernen.
Aus Paris zurückgekehrt, lebte und wirkte Aberli mit seinem Kunstgeschäft in der Hormansgasse 124, der heutigen Post- und Rathausgasse, in Bern. In Köniz hatte er ein kleines Sommerhaus. Aberli legte im Laufe der Zeit eine umfangreiche Kunstsammlung an. Kontakt pflegte er zu einer grossen Zahl von Künstlern, Literaten und Gelehrten. Für das eigene Kunstverständnis waren ihm die Dichter Albrecht von Haller, Johann Jakob Bodmer und Johann Jakob Breitinger entscheidend. Neben der Arbeit seiner Kollegen interessierte sich Aberli aber auch für die Schriften von Salomon Gessner, Albrecht von Haller und Jean-Jacques Rousseau. Grossen finanziellen Erfolg erzielte er mit Kupferstichen einer Reihe von beliebten Schweizer Landschaften. Aber auch seine Landschaftsaquarelle konnte er gewinnbringend verkaufen. Um diese Aquarelle zu vervielfältigen, entwickelte Aberli ein Verfahren mit kolorierten Umrissradierungen (Aberlische Manier). Dadurch begründete er einen Zweig der Schweizer Kunstindustrie, welcher erst durch die Fotografie verdrängt wurde.
1774 bereiste Aberli zusammen mit seinem Kollegen Sigmund Freudenberger den Jura. 1779 wurde er von Johann Wolfgang von Goethe auf dessen zweiter Schweizreise besucht.
Im Alter von 62 Jahren starb Johann Ludwig Aberli in seinem letzten Wohnsitz, einem Haus gegenüber dem Burgerspital in Bern. Das Geschäft setzte sein Mitarbeiter Heinrich Rieter fort, der folglich auch die Druckplatten übernahm, während der restliche Nachlass versteigert wurde.
Heute sieht man in Aberli den Vater der Schweizer Kleinmeister.
In der Stadt Biel ist eine Strasse nach ihm benannt.